# Олимпијско зелено стреличарско поље
Олимпијска зелена стреличарска арена, The Olympic Green Archery Field (поједностављени кинески језик: 北京奥林匹克公园射箭场; традиционални кинески јзик: 北京奧林匹克公園射箭場; пињин: Běijīng Àolínpǐkè Gōngyuán Shèjiànchǎng) било је једно од девет привремених мјеста за Олимпијске игре у Пекингу 2008. године. Објекат се налазио у Олимпијском зеленом парку. Било је домаћин стреличарских такмичења.

## Опис локације
Терен је заузимао 9,22 хектара и имао је капацитет од 5.000 сједећих места. Стрелишта су била окружена са три трибине које су могле да приме укупно 5.000 гледалаца. Арена је била у облику слова "В", а простор је имао трибине на три од своје четири стране, држећи врх "В", који одговара циљном подручју, слободан ради безбједности гледалаца и како не би штетио спортистима током перформансе. Трибине су изграђене од супер-лаке челичне конструкције и лако су се размонтирале.
Изградња овог терена је започела 28. децембра 2005. године. После утакмица за Олимпијске игре 2008. године је размонтиран и уклоњен са тадашње локације 2008. године. У близини хокејашког стадиона на сјеверу и Тениског центра на југу. Од почетка се знало да овај објекат неће постојати трајно, већ да ће простор бити преуређен у зелену површину.
На том мјесту је 2017. године почела изградња Националне хале за брзо клизање, која ће се користити као мјесто такмичења за Зимске олимпијске игре 2022. године.

## Детаљи о локацији
- Тип: привремени
- Укупна површина: 8.609 м²
- Фиксна сједишта: 0
- Привремена сједишта: 5.000
- Почетак радова: 28. 12. 2005 године